# Tour della selezione di rugby a 15 del Queensland 1989
Nel 1989, la selezione dei Queensland Reds si reca per un tour in Sudamerica, affrontando le migliori selezioni provinciali argentine e la nazionale cilena.
| Arbitro: | E. Cazenave (Buenos Aires) |

|         |      |                      |
| Roselli | mt   | King 2, Palm, McBain |
|         | tr   | Palm 2               |
|         | c.p. | Palm 3               |
| Ferrari | drop |                      |

| Arbitro: | Roberto Peyrone (Rosario) |

|                |      |                                       |
| Loza,J. Baeck  | mt   | Knox 2, Little, Carozza Herbert, Tait |
| G. Filizzola 2 | tr   | Lynagh 5                              |
| G. Filizzola 4 | c.p. | Lynagh 4                              |

| Santiago del Cile 11 marzo 1989 | Cile XV | 12 – 60                                                                      | Queensland |  |
| \| \| \| \| \| Vallejos \| mt \| Knox 2, Slattery 2 Martin, Little Tombs, Nasser Scott Young, Wilson Nucifora \| \| Gili \| tr \| Lynagh 8 \| \| Gili \| c.p. \| \| \| Gili \| drop \| \| |         |                                                                              |            |  |
| |         |                                                                              |            |  |
| Vallejos | mt      | Knox 2, Slattery 2 Martin, Little Tombs, Nasser Scott Young, Wilson Nucifora |            |  |
| Gili | tr      | Lynagh 8                                                                     |            |  |
| Gili | c.p.    |                                                                              |            |  |
| Gili | drop    |                                                                              |            |  |

| Arbitro: | Ricardo Bordcoch (Cordoba) |

|          |      |               |
|          | mt   | Carossa, Tait |
|          | tr   | Palm 2        |
| Gómez, 5 | c.p. | Palm 4        |
| Palm     | drop |               |

| Arbitro: | J.L. Rolandi (Buenos Aires) |

|              |      |              |
| meta tecnica | mt   | Lynagh, Knox |
| Mesón        | tr   | Lynagh       |
| Mesón 4      | c.p. | Lynagh 4     |

| Arbitro: | P. Bleckwedell (Tucumán) |

|           |      |                                                   |
|           | mt   | ; King 3, Korst Knox, Crank Herbert, meta tecnica |
|           | tr   | Lynagh 4, Herbert                                 |
| G. Lezama | c.p. | Lynagh 4                                          |

| Arbitro: | Roberto Magnani (Buenos Aires) |

|                  |      |                    |
| Valesani, Brea   | mt   | Slattery 2, McBain |
| : Vidou 2        | tr   | Lynagh 3           |
| : Vidou 6        | c.p. | Lynagh 2           |
| : Vidou, Laborde | drop | Lynagh             |

| Arbitro: | José Gialongo (Mar del Plata) |

|               |      |                       |
| F. Del Rivero | mt   | 2 mete tecniche, Knox |
| Ferreira      | tr   | Palm                  |
| Ferreira      | c.p. | Palm 4                |

## Statistiche
- partit giocate 7, (6 vinte, 1 persa)
- Punti: 226 fatti, 112 subiti
- Mete: 29 fatte, 7 subite
- Miglior Marcatore: Lynagh 66 punti (1 meta, 13 trasformazioni11 punizioni e 1 drop)
- Metaman: King e Knox 5 mete
- Più presenze Campbell, Carozza, Herbert,  McBain, Scott-Young, con 6 partite su 7